# Edmílson Junior
Edmílson Junior Paulo da Silva, noto semplicemente come Edmílson Junior (Liegi, 19 agosto 1994), è un calciatore belga naturalizzato qatariota di origini brasiliane, centrocampista dell'Al-Duhail.

## Caratteristiche tecniche
È un esterno sinistro.

## Carriera
Cresciuto nelle giovanili del Sint-Truiden, fa il suo esordio da professionista il 22 agosto 2012 nel corso del match vinto 3-1 contro l'Ostenda.
Nel mercato invernale del 2016 viene ceduto allo Standard Liegi per 1,5 milioni.
Il 2 agosto 2018 passa all'Lekhwiya.
Nella stagione 2020-21 partecipa al Mondiale per Club FIFA sia nel secondo turno contro gli egiziani dell'Al Ahly, perso 0-1 dalla sua squadra, sia nel play-off per il quinto posto dove apre le marcature nel 3-1 ai danni dei sud-coreani dell'Ulsan Hyundai.

## Statistiche

### Presenze e reti nei club
Statistiche aggiornate al 9 maggio 2022.
| Stagione              | Squadra               | Campionato            | Campionato | Campionato | Coppe nazionali | Coppe nazionali | Coppe nazionali | Coppe continentali | Coppe continentali | Coppe continentali | Altre coppe | Altre coppe | Altre coppe | Totale | Totale |
| Stagione              | Squadra               | Comp                  | Pres       | Reti       | Comp            | Pres            | Reti            | Comp               | Pres               | Reti               | Comp        | Pres        | Reti        | Pres   | Reti   |
| --------------------- | --------------------- | --------------------- | ---------- | ---------- | --------------- | --------------- | --------------- | ------------------ | ------------------ | ------------------ | ----------- | ----------- | ----------- | ------ | ------ |
| 2012-2013             | Sint-Truiden          | D2                    | 26         | 1          | CB              | 4               | 1               |                    | -                  | -                  | -           | -           | -           | 30     | 2      |
| 2013-2014             | Sint-Truiden          | D2                    | 19         | 1          | CB              | 5               | 0               |                    | -                  | -                  | -           | -           | -           | 24     | 1      |
| 2014-2015             | Sint-Truiden          | D2                    | 23         | 2          | CB              | 2               | 0               |                    | -                  | -                  | -           | -           | -           | 25     | 2      |
| 2015-gen. 2016        | Sint-Truiden          | D1                    | 19         | 5          | CB              | 2               | 0               |                    | -                  | -                  | -           | -           | -           | 21     | 5      |
| Totale Sint-Truiden   | Totale Sint-Truiden   | Totale Sint-Truiden   | 87         | 9          |                 | 13              | 1               |                    | -                  | -                  |             | -           | -           | 100    | 10     |
| gen.-giu. 2016        | Standard Liegi        | D1                    | 11         | 2          | CB              | 3               | 1               | UEL                | 0                  | 0                  | -           | -           | -           | 14     | 3      |
| 2016-2017             | Standard Liegi        | D1                    | 27         | 5          | CB              | 1               | 0               | UEL                | 6                  | 1                  | -           | -           | -           | 34     | 6      |
| 2017-2018             | Standard Liegi        | D1                    | 24         | 3          | CB              | 3               | 1               | -                  | -                  | -                  | -           | -           | -           | 27     | 4      |
| 2018-2019             | Standard Liegi        | D1                    | 0          | 0          | CB              | 0               | 0               | UCL                | 0                  | 0                  | SB          | 1           | 1           | 1      | 1      |
| Totale Standard Liegi | Totale Standard Liegi | Totale Standard Liegi | 62         | 10         |                 | 7               | 2               |                    | 6                  | 1                  |             | 1           | 1           | 76     | 14     |
| ago.-nov. 2018        | Lekhwiya              | -                     | -          | -          | -               | -               | -               | ACL                | 2                  | 0                  | -           | -           | -           | 2      | 0      |
| 2018-2019             | Lekhwiya              | QSL                   | 22         | 4          | CQ+CdL          | 0+5             | 0+4             | ACL                | 8                  | 2                  | SQ          | 1           | 0           | 36     | 10     |
| 2019-2020             | Lekhwiya              | QSL                   | 19         | 6          | CQ+CdL          | 0+3             | 0+2             | ACL                | 4                  | 1                  | CdQ         | 0           | 0           | 26     | 9      |
| 2020-2021             | Lekhwiya              | QSL                   | 16         | 12         | CQ+CdL          | 3+1             | 2+0             | ACL                | 6                  | 1                  | Cmc+CdQ     | 2+2         | 1+0         | 30     | 16     |
| 2021-2022             | Lekhwiya              | QSL                   | 17         | 6          | CQ+CdL          | 4+0             | 1+0             | ACL                | 6                  | 8                  | -           | -           | -           | 27     | 15     |
| Totale Al-Duhail      | Totale Al-Duhail      | Totale Al-Duhail      | 74         | 28         |                 | 16              | 9               |                    | 26                 | 12                 |             | 5           | 1           | 121    | 50     |
| Totale carriera       | Totale carriera       | Totale carriera       | 223        | 47         |                 | 36              | 12              |                    | 32                 | 13                 |             | 6           | 2           | 297    | 74     |

### Cronologia presenze e reti in nazionale
| Cronologia completa delle presenze e delle reti in nazionale ― Qatar | Cronologia completa delle presenze e delle reti in nazionale ― Qatar | Cronologia completa delle presenze e delle reti in nazionale ― Qatar | Cronologia completa delle presenze e delle reti in nazionale ― Qatar | Cronologia completa delle presenze e delle reti in nazionale ― Qatar | Cronologia completa delle presenze e delle reti in nazionale ― Qatar | Cronologia completa delle presenze e delle reti in nazionale ― Qatar | Cronologia completa delle presenze e delle reti in nazionale ― Qatar |
| Data                                                                 | Città                                                                | In casa                                                              | Risultato                                                            | Ospiti                                                               | Competizione                                                         | Reti                                                                 | Note                                                                 |
| -------------------------------------------------------------------- | -------------------------------------------------------------------- | -------------------------------------------------------------------- | -------------------------------------------------------------------- | -------------------------------------------------------------------- | -------------------------------------------------------------------- | -------------------------------------------------------------------- | -------------------------------------------------------------------- |
| 10-9-2024                                                            | Vientiane                                                            | Corea del Nord                                                       | 2 – 2                                                                | Qatar                                                                | Qual. Mondiali 2026                                                  | -                                                                    | 74’                                                                  |
| 10-10-2024                                                           | Al Rayyan                                                            | Qatar                                                                | 3 – 1                                                                | Kirghizistan                                                         | Qual. Mondiali 2026                                                  | -                                                                    | 86’                                                                  |
| 15-10-2024                                                           | Teheran                                                              | Iran                                                                 | 4 – 1                                                                | Qatar                                                                | Qual. Mondiali 2026                                                  | -                                                                    | 58’                                                                  |
| 20-3-2025                                                            | Doha                                                                 | Qatar                                                                | 5 – 1                                                                | Corea del Nord                                                       | Qual. Mondiali 2026                                                  | -                                                                    | 76’                                                                  |
| 25-3-2025                                                            | Biškek                                                               | Kirghizistan                                                         | 3 – 1                                                                | Qatar                                                                | Qual. Mondiali 2026                                                  | -                                                                    | 53’                                                                  |
| 5-6-2025                                                             | Doha                                                                 | Qatar                                                                | 1 – 0                                                                | Iran                                                                 | Qual. Mondiali 2026                                                  | -                                                                    | 73’                                                                  |
| 10-6-2025                                                            | Tashkent                                                             | Uzbekistan                                                           | 3 – 0                                                                | Qatar                                                                | Qual. Mondiali 2026                                                  | -                                                                    | 57’                                                                  |
| Totale                                                               |                                                                      | Presenze                                                             | 7                                                                    |                                                                      | Reti                                                                 | 0                                                                    |                                                                      |

## Palmarès

### Club

#### Competizioni nazionali
- Campionato belga di seconda divisione: 1

Sint-Truiden: 2014-2015
- Coppa del Belgio: 2

Standard Liegi: 2015-2016, 2017-2018
- Campionato qatariota: 1

Al Duhail: 2019-2020
- Coppa dell'Emiro del Qatar: 1

Al Duhail: 2022

### Individuale
- Capocannoniere della AFC Champions League: 1

2022 (8 reti)